# Myosoma pilosipes
Myosoma pilosipes är en stekelart som beskrevs av William Harris Ashmead 1894. Myosoma pilosipes ingår i släktet Myosoma och familjen bracksteklar. Inga underarter finns listade i Catalogue of Life.